# Abdelkrim Merry
Abdelkrim Merry (àrab: عبد الكريم ميري كريمو)  (Casablanca, 13 de gener de 1955), també conegut com a Merry Krimau, és un exfutbolista marroquí de la dècada de 1980.
Fou internacional amb la selecció del Marroc amb la qual participà en la Copa del Món de futbol de 1986.
Pel que fa a clubs, destacà a RC Strasbourg, FC Metz i SC Bastia.
L'any 2012 es convertí en entrenador del club Olympique Marrakech.

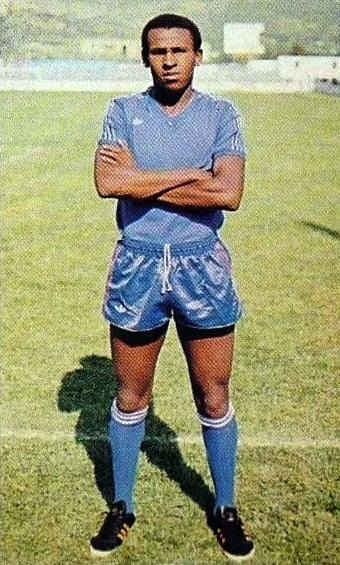
Merry Krimau el 1976.